# Понема (Міннесота)
Понема (англ. Ponemah) — переписна місцевість (CDP) в США, в окрузі Белтремі штату Міннесота. Населення — 599 осіб (2020).

## Географія
Понема розташована за координатами 48°2′5″ пн. ш. 94°53′54″ зх. д. / 48.03472° пн. ш. 94.89833° зх. д. (48.034837, -94.898296).  За даними Бюро перепису населення США в 2010 році переписна місцевість мала площу 28,37 км², уся площа — суходіл.

## Демографія
Згідно з переписом 2010 року, у переписній місцевості мешкали 724 особи в 184 домогосподарствах у складі 140 родин. Густота населення становила 26 осіб/км².  Було 189 помешкань (7/км²).
Расовий склад населення:
| - 98,8 % — корінних американців - 0,6 % — білих - 0,3 % — чорних або афроамериканців |

До двох чи більше рас належало 0,3 %. Частка іспаномовних становила 0,4 % від усіх жителів.
За віковим діапазоном населення розподілялося таким чином: 45,6 % — особи молодші 18 років, 49,0 % — особи у віці 18—64 років, 5,4 % — особи у віці 65 років та старші. Медіана віку мешканця становила 21,0 року. На 100 осіб жіночої статі у переписній місцевості припадало 112,3 чоловіків;  на 100 жінок у віці від 18 років та старших — 102,1 чоловіків також старших 18 років.
Середній дохід на одне домашнє господарство  становив 20 107 доларів США (медіана — 15 380), а середній дохід на одну сім'ю — 19 057 доларів (медіана — 15 815). Медіана доходів становила 18 333 долари для чоловіків та 18 409 доларів для жінок. За межею бідності перебувало 78,8 % осіб, у тому числі 89,2 % дітей у віці до 18 років та 30,6 % осіб у віці 65 років та старших.
Цивільне працевлаштоване населення становило 138 осіб. Основні галузі зайнятості: освіта, охорона здоров'я та соціальна допомога — 31,2 %, мистецтво, розваги та відпочинок — 27,5 %, будівництво — 15,9 %, публічна адміністрація — 10,1 %.